# Digimon Savers The Movie Kyūkyoku Pawā! Bāsuto Mōdo Hatsudō!!
Série
Digital Monster X-Evolution Digimon Savers 3D - Digital World kiki ippatsu!
Pour plus de détails, voir Fiche technique et Distribution.
Digimon Savers The Movie Kyūkyoku Pawā! Bāsuto Mōdo Hatsudō!! (デジモンセイバーズ THE MOVIE 究極パワー！ バーストモード発動！, Dejimon Saibāzu The Movie - Kyūkyoku Pawā! Bāsuto Mōdo Hatsudou!!, litt. Digimon Savers, le film : Puissance ultime ! Activation du mode rafale !) est un court-métrage d'animation réalisé par Tatsuya Nagamine, produit par Toei Animation, et sorti en 2006 au Japon. Neuvième film tiré de la franchise Digimon, il est lié à l'anime Digimon Data Squad et n'a jamais été traduit en français.

## Synopsis
Le film commence avec Agumon, Gaomon et Lalamon, dont les partenaires sont tombés dans un sommeil profond avec le reste de la population de la ville à cause d'une mystérieuse plante rampante épineuse qui s'était peu de temps auparavant enroulée autour de la ville entière. Alors que les Digimon se frayent un chemin dans la ville silencieuse, ils tombent sur un groupe de nombreux Goblimons menés par un Ogremon, qui s'en prend à une jeune fille. Tous trois effraient le Goblimon et la jeune fille, Rhythm, révèle qu'elle est en fait un Digimon et que le sort végétal qui a endormi toute la ville est l'œuvre d'un Digimon du nom d'Algomon. Le quatuor se prépare alors à affronter l'ennemi dans son repaire, caché au sommet d'un gratte-ciel.
Sur le chemin du château, Gaomon reste en arrière pour repousser une armée de Goblimon. Lalamon reste également en arrière pour faire face à un troupeau de Pipismon, mais pas avant d'avoir fait voler Agumon et Rhythm près du repaire d'Algomon. Algomon semble d'abord trop fort pour Agumon, mais une attaque de ce dernier parvient à le mettre temporairement hors d'état de nuire : Algomon parvient toutefois à évoluer vers son niveau ultime et renverse une fois de plus le cours de la bataille. Alors qu'Agumon est sur le point d'abandonner après avoir été battu par la nouvelle forme d'Algomon, il se souvient que Masaru n'a jamais abandonné quoi qu'il arrive, et cette détermination réussit à libérer le garçon de son coma. Masaru arrive alors sur les lieux du combat et frappe Argomon de son poing pour activer sa digisoul, faisant ainsi évoluer Agumon en ShineGreymon. Bien qu'il parvienne à mieux jongler contre Algomon, ShineGreymon n'est toujours pas assez fort pour remporter le combat : Algomon parvient également à briser son GeoGrey sabre. Malgré cela, Masaru devient plus déterminé et invoque la Burst Evolution, qui est combinée à la forte volonté de Rhythm de voir ShineGreymon gagner. Grâce à cela, ShineGreymon évolue en ShineGreymon Burst Mode, et transperce la poitrine d'Algomon avec son épée, éliminant ainsi le Digimon maléfique. Après la bataille, Rhythm embrasse Agumon et retourne dans le digimonde,.

## Diffusion
Le film est diffusé le 9 décembre 2006 au Japon. Le court-métrage est doublé en espagnol, et sorti en Amérique latine sous le titre Digimon Data Squad: El poder definitivo en 2022.